# Dormant Heart
| Recensione         | Giudizio |
| ------------------ | -------- |
| Louder             |          |
| Metal Hammer       |          |
| Metallized.it      |          |
| The Metal Observer |          |
| Ultimate Guitar    |          |

Dormant Heart è il quarto album in studio del gruppo musicale britannico Sylosis, pubblicato dalla Nuclear Blast il 12 gennaio 2015 nel Regno Unito, il 13 gennaio in Nord America e il 16 gennaio in Europa.

## Tracce
Testi e musiche dei Sylosis, eccetto dove indicato.
1. Where the Wolves Come to Die – 2:55
2. Victims and Pawns – 5:00
3. Dormant Heart – 5:14
4. To Build a Tomb – 4:21
5. Overthrown – 4:08
6. Leech – 5:01
7. Servitude – 4:02
8. Indoctrinated – 4:40
9. Harm – 4:55
10. Mercy – 4:51
11. Callous Souls – 5:01
12. Quiescent – 9:02

Tracce bonus nell'edizione deluxe
1. Pillars Erode – 4:11
2. Zero (The Smashing Pumpkins Cover) – 2:39 (Billy Corgan)

## Formazione
Gruppo
- Josh Middleton – voce, chitarra
- Alex Bailey – chitarra
- Carl Parnell – basso
- Rob Callard – batteria

Produzione
- Scott Atkins – produzione, ingegneria del suono, missaggio
- Josh Middleton – coproduzione, art concept
- Acle Kahney – mastering
- Bonfire – grafica